# Sebastian Kolasiński
Sebastian Kolasiński (ur. 16 lutego 1975 w Łodzi) – polski łyżwiarz figurowy, startujący w parach tanecznych z Sylwią Nowak. Uczestnik igrzysk olimpijskich (1998, 2002), mistrz (1994) i wicemistrz (1993) świata juniorów, medalista zawodów Grand Prix i dziewięciokrotny mistrz Polski (1994–1998, 2000–2003).

## Życiorys
Para Nowak/Kolasiński regularnie zdobywała tytuły Mistrzów Polski. Na najważniejszych zawodach międzynarodowych plasowała się w końcówce pierwszej dziesiątki. Jednym z największych osiągnięć był tytuł Mistrzów Świata Juniorów w roku 1994 i wicemistrzów w 1993. Na igrzyskach olimpijskich w Nagano 1998 zajęli 12 miejsce, a na igrzyskach olimpijskich w Salt Lake City 2002 – 13.
Duet wycofał się z amatorskiego uprawiania łyżwiarstwa po sezonie 2002/2003. Występowali w pokazach i pomagali w treningach młodym łyżwiarzom. Sebastian zajmował się głównie choreografią.

### Życie prywatne
Po Igrzyskach Olimpijskich 2002 roku, ożenił się ze snowboardzistką Jagną Marczułajtis, z którą ma córkę Jagodę (ur. 2002). Związek rozpadł się w 2005 roku. Wkrótce ożenił się po raz drugi.
Po zakończeniu kariery łyżwiarskiej Kolasiński został policjantem w Łodzi. Dodatkowo zajmuje się lekcjami jazdy na łyżwach i układaniem choreografii. Tworzył między innymi układy na potrzeby polskiej edycji programu Gwiazdy tańczą na lodzie.

## Osiągnięcia

### Z Sylwią Nowak
| Zawody                                | 90–91          | 91–92          | 92–93          | 93–94          | 94–95          | 95–96          | 96–97          | 97–98          | 98–99          | 99–00          | 00–01          | 01–02          | 02–03          |                |                |                |                |
| Międzynarodowe                        | Międzynarodowe | Międzynarodowe | Międzynarodowe | Międzynarodowe | Międzynarodowe | Międzynarodowe | Międzynarodowe | Międzynarodowe | Międzynarodowe | Międzynarodowe | Międzynarodowe | Międzynarodowe | Międzynarodowe | Międzynarodowe | Międzynarodowe | Międzynarodowe | Międzynarodowe |
| ------------------------------------- | -------------- | -------------- | -------------- | -------------- | -------------- | -------------- | -------------- | -------------- | -------------- | -------------- | -------------- | -------------- | -------------- | -------------- | -------------- | -------------- | -------------- |
| Igrzyska olimpijskie                  |                |                |                |                |                |                |                | 12             |                |                |                | 13             |                |                |                |                |                |
| Mistrzostwa świata                    |                |                |                | 23             | 14             | 11             | 11             | 11             | 9              | 9              | 14             | 11             |                |                |                |                |                |
| Mistrzostwa Europy                    |                |                |                |                | 12             | 9              | 9              | 11             | 8              | 7              | 11             | 10             | 9              |                |                |                |                |
| GP NHK Trophy                         |                |                |                |                |                |                | 6              | 4              |                |                | 5              |                | 5              |                |                |                |                |
| GP Cup of Russia                      |                |                |                |                |                |                | 4              |                | 4              | 3              | 7              |                |                |                |                |                |                |
| GP Skate Canada International         |                |                |                |                |                |                | 5              |                | 3              |                |                |                | 6              |                |                |                |                |
| GP Trophée Eric Bompard               |                |                |                |                |                | 5              |                |                |                | 4              |                |                |                |                |                |                |                |
| Finlandia Trophy                      |                |                |                |                |                | 1              |                |                |                |                |                |                |                |                |                |                |                |
| Memoriał Karla Schäfera               |                |                |                |                |                |                |                |                |                |                |                | 1              |                |                |                |                |                |
| Nebelhorn Trophy                      |                |                |                |                |                |                |                |                |                |                |                | 1              |                |                |                |                |                |
| Golden Spin of Zagreb                 |                |                |                |                |                |                |                |                |                |                |                | 1              |                |                |                |                |                |
| Zimowa Uniwersjada                    |                |                |                |                |                |                |                |                |                |                | 2              |                |                |                |                |                |                |
| Lysiane Lauret                        |                |                |                |                |                | 2              |                |                |                |                |                |                |                |                |                |                |                |
| Centennial On Ice                     |                |                |                |                |                | 5              |                |                |                |                |                |                |                |                |                |                |                |
| Międzynarodowe: Kategorie młodzieżowe |                |                |                |                |                |                |                |                |                |                |                |                |                |                |                |                |                |
| Mistrzostwa świata juniorów           | 19             | 11             | 2              | 1              |                |                |                |                |                |                |                |                |                |                |                |                |                |
| Olimpijski festiwal młodzieży Europy  |                |                | 1              |                |                |                |                |                |                |                |                |                |                |                |                |                |                |
| Krajowe                               |                |                |                |                |                |                |                |                |                |                |                |                |                |                |                |                |                |
| Mistrzostwa Polski                    |                |                |                | 1              | 1              | 1              | 1              | 1              |                | 1              | 1              | 1              | 1              |                |                |                |                |

### Z Agnieszką Domańską
| Mistrzostwa Polski | 1 J |